# Benno Adam

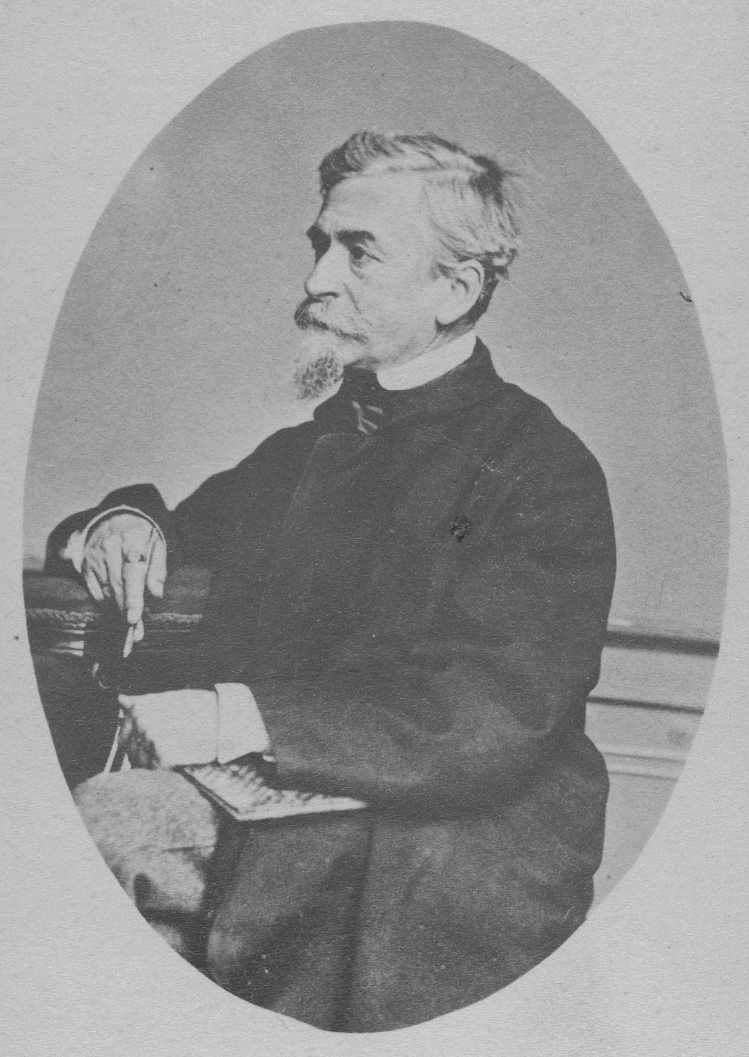
Benno Adam

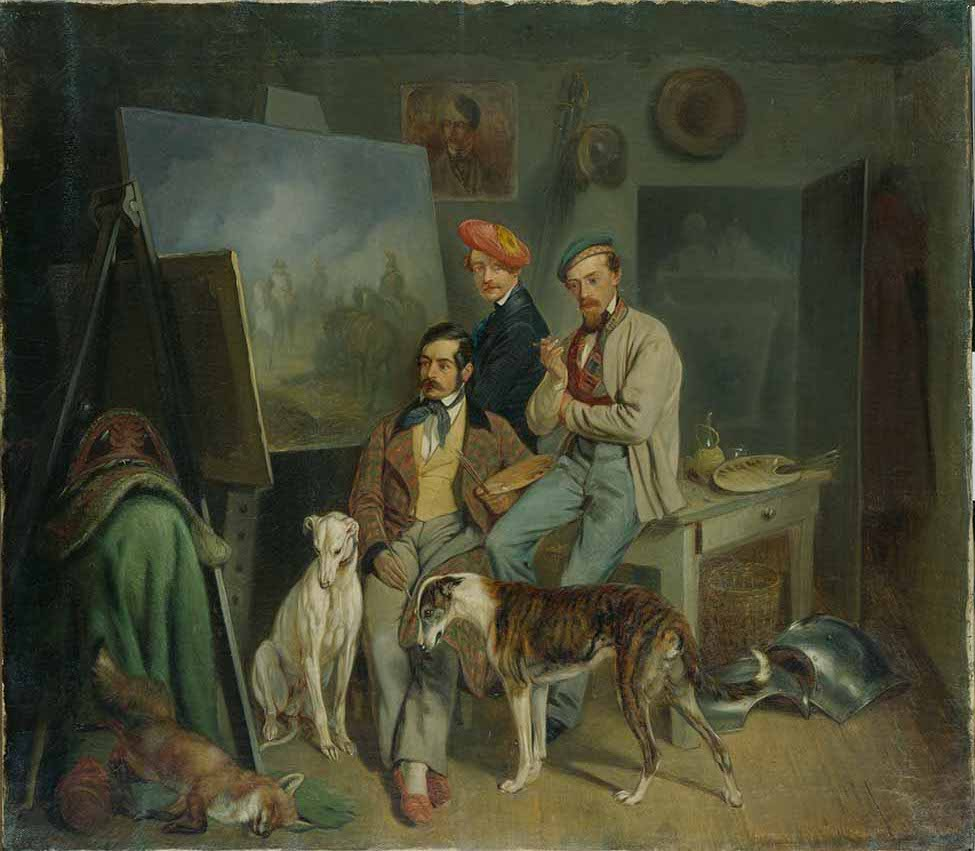
Die drei Gebrüder Adam (Benno, Franz und Eugen Adam), Gemälde von Benno Adam, 1848

Benno Rafael Adam (* 15. Juli 1812 in München; † 8. März 1892 in Kelheim) war ein deutscher Tiermaler. Benno Adam zählt zu den Chiemseemalern.

## Leben und Werk
Benno Adam erhielt seine Ausbildung als ältester Sohn des Münchener Malers Albrecht Adam bei seinem Vater. 1828 begleitete er den Vater nach Mecklenburg, um zu lithographieren. 1832 arbeitete er zusammen mit dem Vater in Scharnhausen. In den 1830er Jahren stellte er erstmals im Münchner Kunstverein aus, dessen Mitglied er später auch wurde. In dieser Zeit begann eine Spezialisierung auf Tierstücke.
Im Sommer 1834 heiratete er Josepha Quaglio, älteste Tochter des Architekturmalers Domenico Quaglio. Ihr Sohn Emil Adam wurde ebenso Maler. Benno Adams Brüder sind die Maler Franz, Eugen und Julius Adam.
Im Jahr 1846 reiste Reise nach Prag, dort bezog er ein Atelier in der Prager Akademie. 1848/49 arbeitete Adam mit seinen Brüdern an Lithografien für die Erinnerungen an die Feldzüge der K. K. Österreichische Armee in den Jahren 1848/49. Im Jahr 1866 nahm er mit Hundebildern an der Weltausstellung teil.
1886 zog Adam mit seiner Tochter Sophie nach Kelheim, wo er 1892 auch verstarb.

## Grabstätte

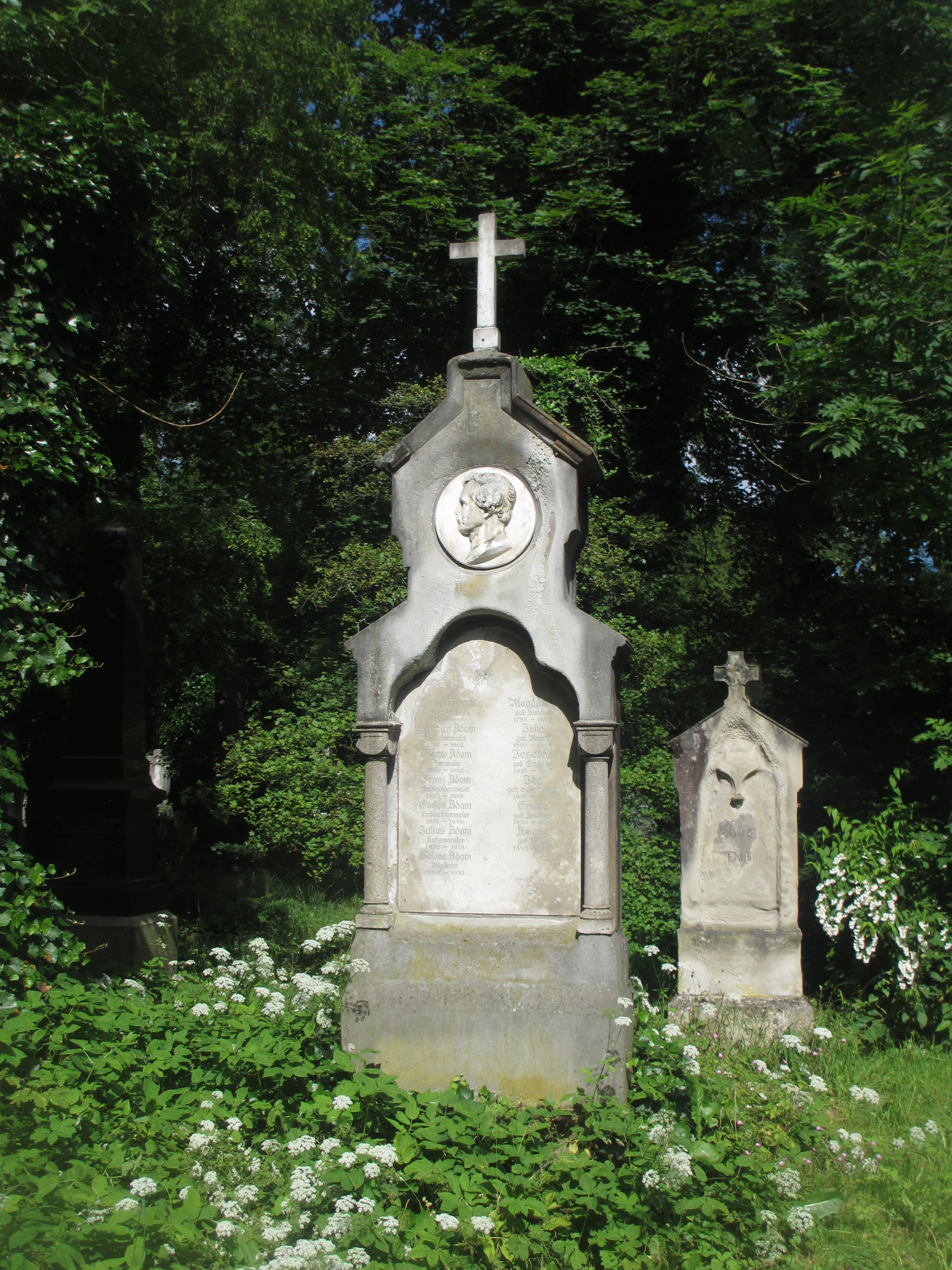
Grab von Benno Rafael Adam auf dem Alten Südlichen Friedhof in München

Die Grabstätte von Benno Rafael Adam befindet sich auf dem Alten Südlichen Friedhof in München (Gräberfeld 27 – Reihe 1 – Platz 25/26) Standort.
In dem Grab befinden sich weitere Mitglieder der Familie Adam.

## Werk
Er zeichnete sich besonders durch Darstellung der jagdbaren Tiere und Jagdhunde in figurenreichen Kompositionen (Hirschjagd, Fuchshetze, Sauhatz, Halali) und der Haustiere aus.

## Gemälde

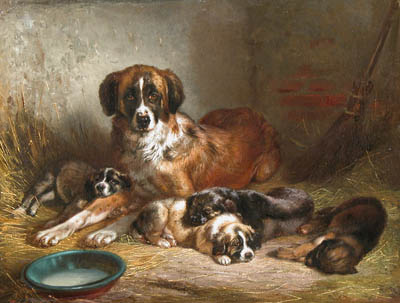
Berner Sennenhündin mit Welpen (1862)
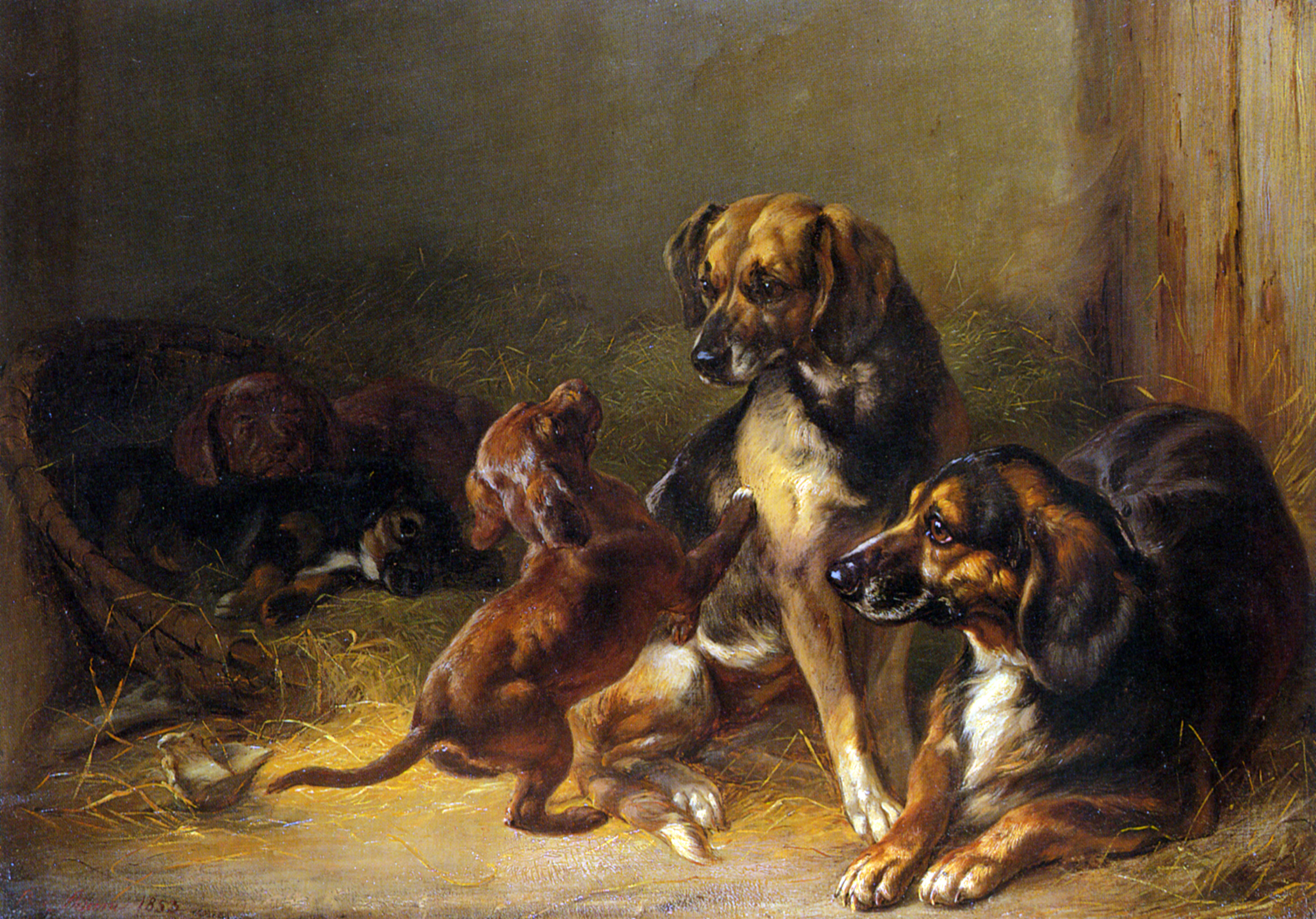
Hündin mit Welpen (1853)
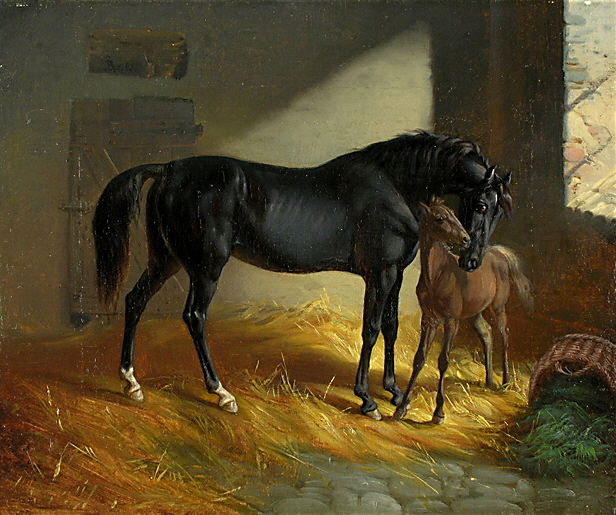
Stute und Fohlen in der Stallung
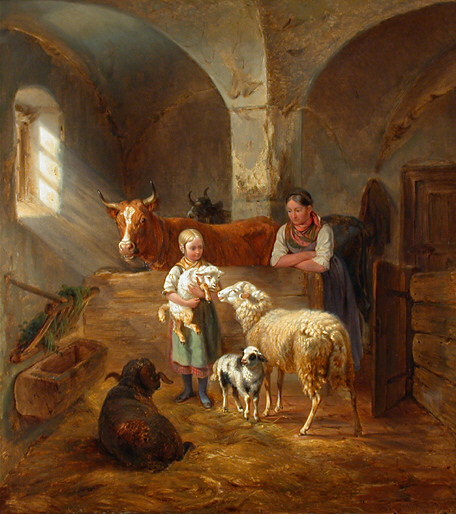
Im Stall
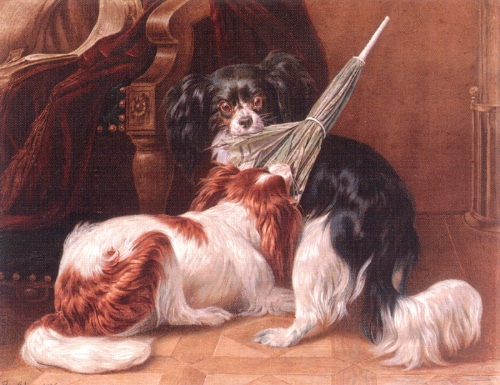
King-Charles-Spaniels
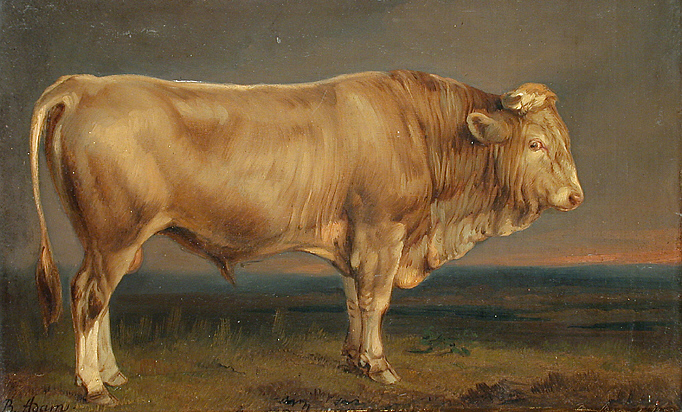
Stier
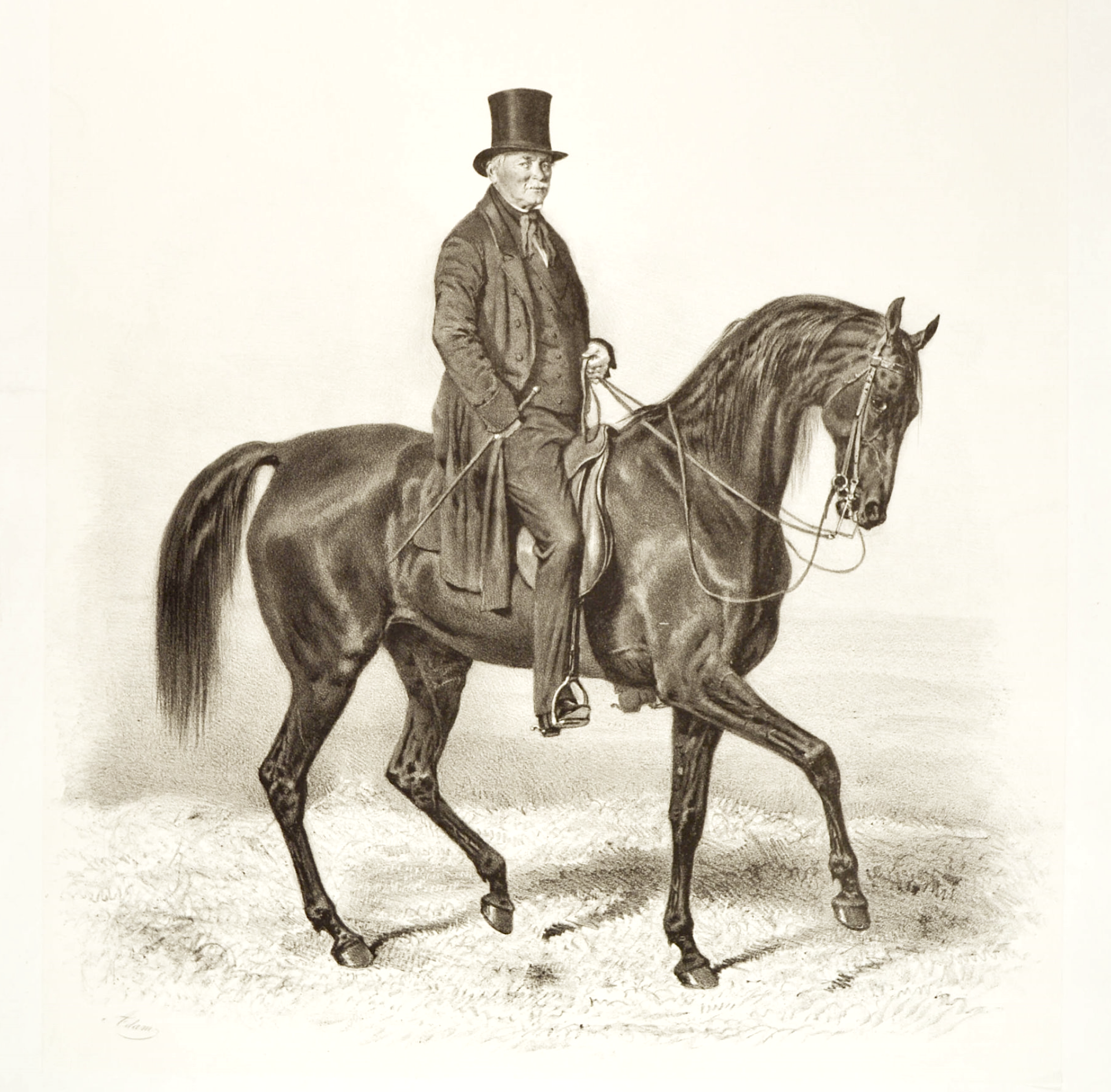
Franz Xaver Krenkl, 1859
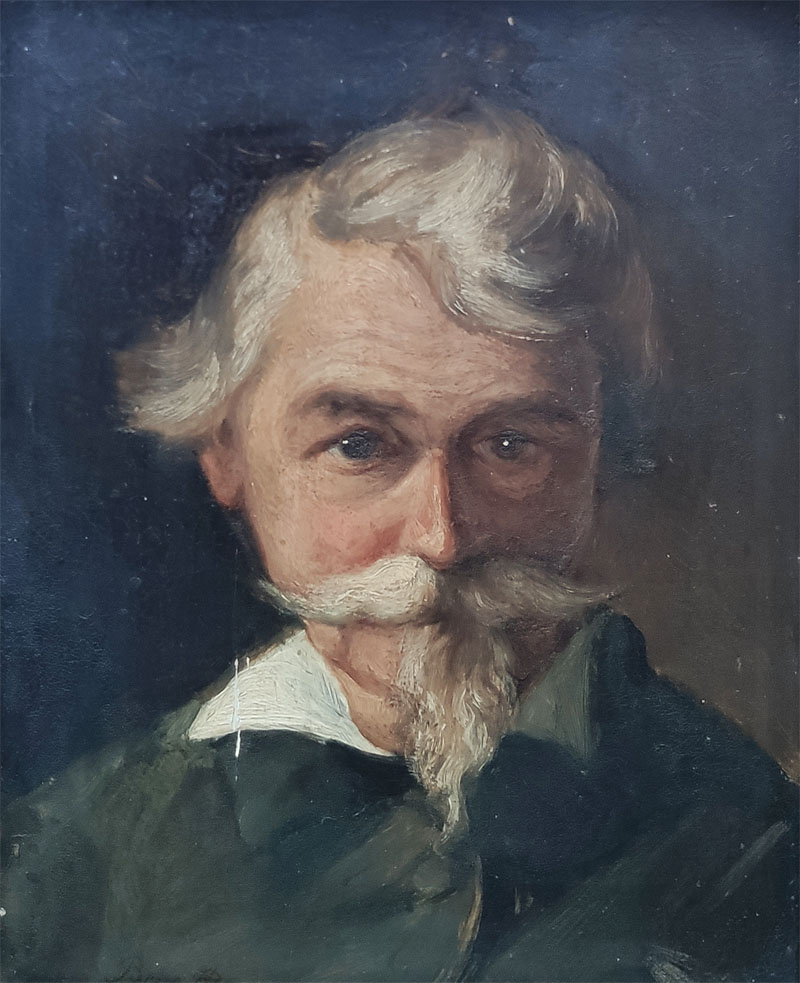
Selbstporträt
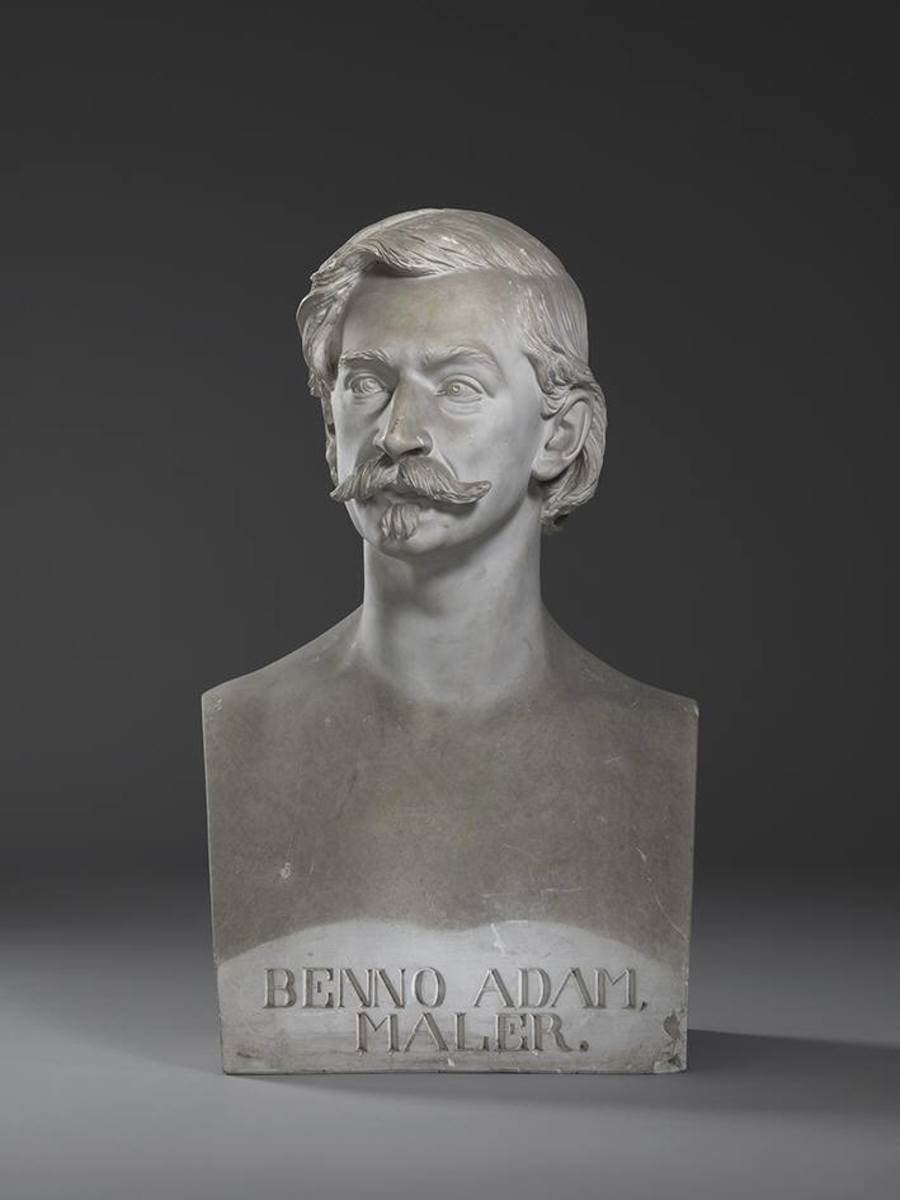
Benno Adam, Büste von Johann  Halbig, 1851